# Gasthof Zahn (Silheim)

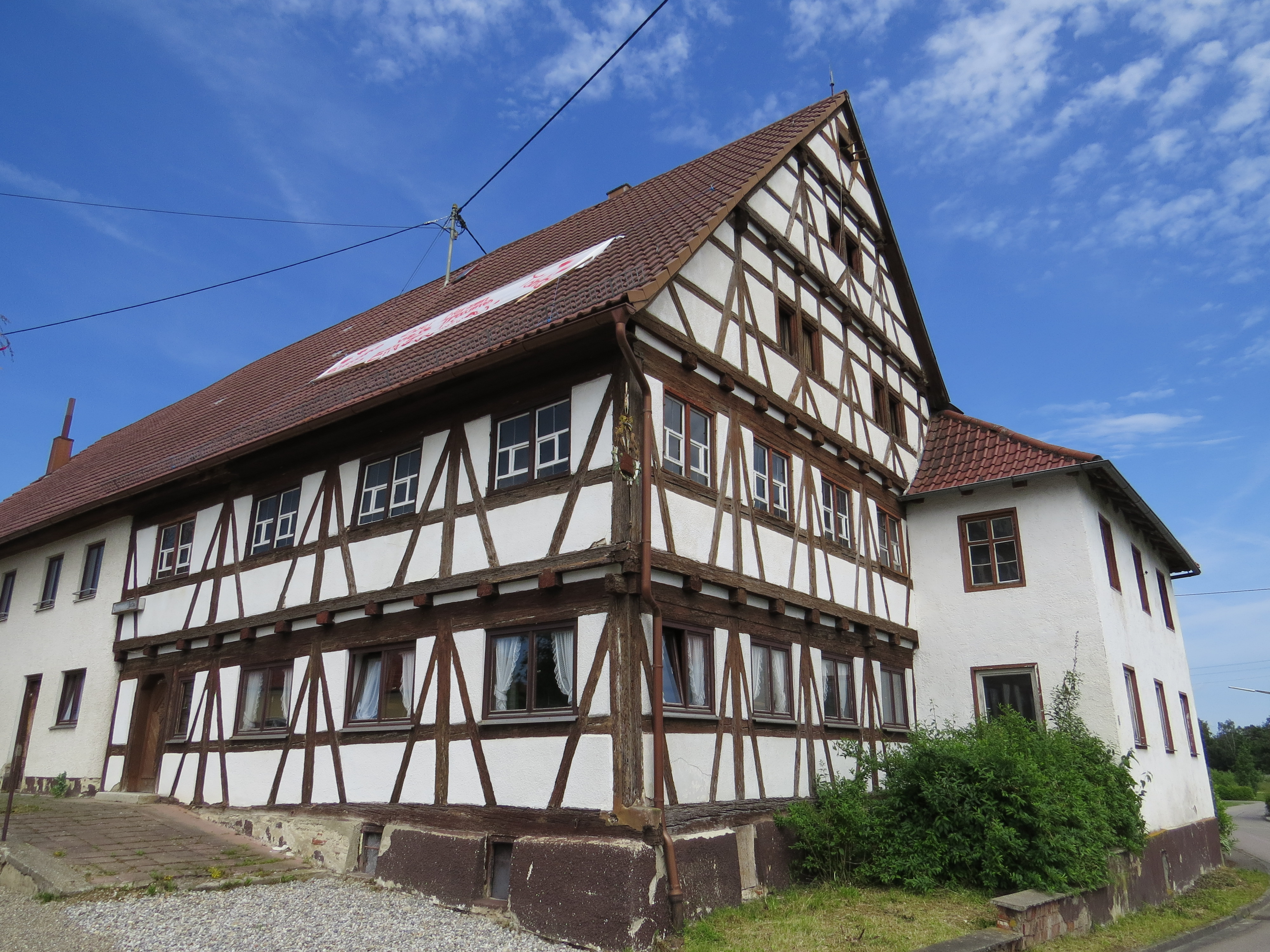
Gasthof Zahn in Silheim

Der Gasthof Zahn in Silheim, einem Gemeindeteil von Bibertal im schwäbischen Landkreis Günzburg in Bayern, wurde im 17. Jahrhundert errichtet. Die Gasthof am Postweg 1 ist ein geschütztes Baudenkmal.
Das zweigeschossige Fachwerkhaus besitzt einen im 19. Jahrhundert hinzugefügten Walmdachanbau. Der Fachwerkverband mit Schwellen, Ständern und Rähm zeigt in jedem Stockwerk wandhohe Fußstreben. Im Obergeschoss befand sich der Tanzsaal. In der Gaststube des Erdgeschosses ist in der Wand eine gusseiserne Ofenplatte mit Kreuzigungsgruppe aus dem Jahr 1692 eingelassen.